# Peter-Jan Wagemans

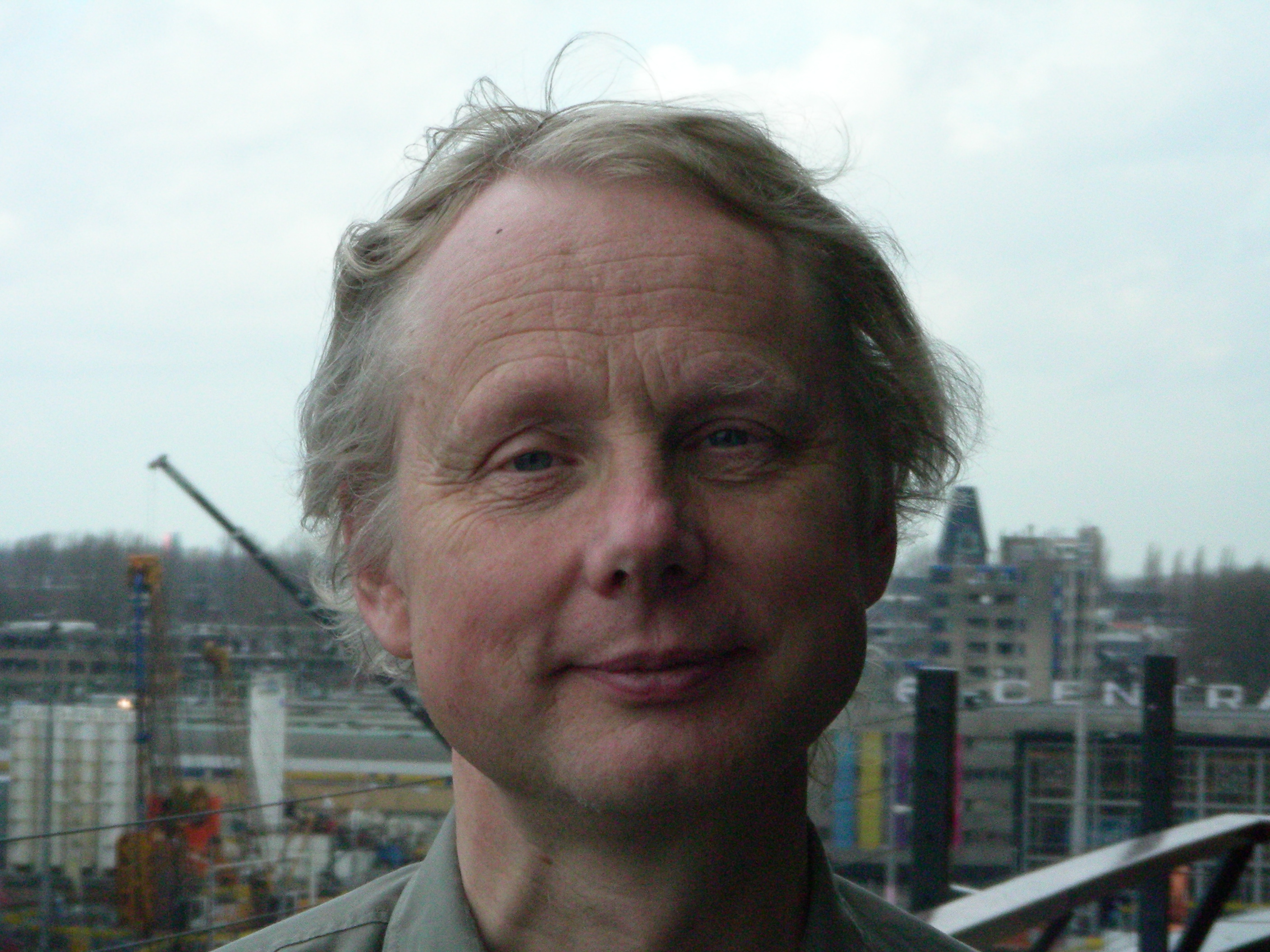
Peter-Jan Wagemans in 2006

Peter-Jan Wagemans (Den Haag, 7 september 1952) is een Nederlands componist.

## Loopbaan
Wagemans studeerde orgel bij Wim van Beek (diploma 1974), compositie bij Jan van Vlijmen en Dick Raaijmakers (diploma 1975) en muziektheorie (diploma 1977) aan het Koninklijk Conservatorium te Den Haag. Daarna studeerde hij nog bij Klaus Huber te Freiburg.
Peter-Jan Wagemans is een van de grondleggers van de Rotterdamse School. Sinds 1984 doceert hij hoofdvak klassieke compositie aan het Rotterdams Conservatorium. Hij is oprichter van het Doelen Ensemble en was enige tijd artistiek leider van het orkest Holland Symfonia.  
Volgens Wagemans' opvattingen krijgt muziek vorm in de perceptie van de luisteraar. Daarom probeert hij zich meer te richten op manieren waarop een werk herkend kan worden dan op de onderliggende structuur. Doorgaans gebruikt hij "muzikale archetypen", verbindende elementen van wisselend karakter. Voor hem is componeren niet het intuïtief 'volgen' van een noot om te kijken waarheen die de componist brengt (die manier van werken noemt hij "hopeloos"), maar het toepassen van 'ordeningsstrategieën'. In 2021 zette hij zijn compositorische opvattingen uiteen in The Big Composers Cookery Book, een overzicht van de moderne klassieke muziek sinds het begin van de 20e eeuw.

## Beknopte werkenlijst
- Muziek I (1974)
- Saxofoonkwartet (1975)
- Muziek II (1977, rev. 1979)
- Muziek III (1986, rev. 1987)
- Muziek IV (1988)
- Muziek V
- Het landschap (1989-1990) voor pianosolo
- Concerto (1993) voor twee piano's
- Ewig (1993) voor piano en slagwerk
- 6e Symfonie, Panthalassa (1994), voor klarinet solo en harmonieorkest
- De stad en de engel (1996/1997)
- Strijkkwartet (1997/1998)
- Gioco (1998) voor orgel[3]
- 7e Symfonie (1998/1999)
- Frage: worauf hoffen? (1999) voor twee celli
- Moloch (2000)
- Het Vde Boek (2001-2002)
- Legende - opera (2004-2006)
- Andreas weent - opera (2012)
- Carnival of Shades (2020-2021) voor sopraan, koor en orkest op gedichten van Lucien Zell[4]